# Podocerus cristatus
Podocerus cristatus är en kräftdjursart som först beskrevs av Thomson 1879.  Podocerus cristatus ingår i släktet Podocerus och familjen Podoceridae. Inga underarter finns listade i Catalogue of Life.